# Casa del Camillo

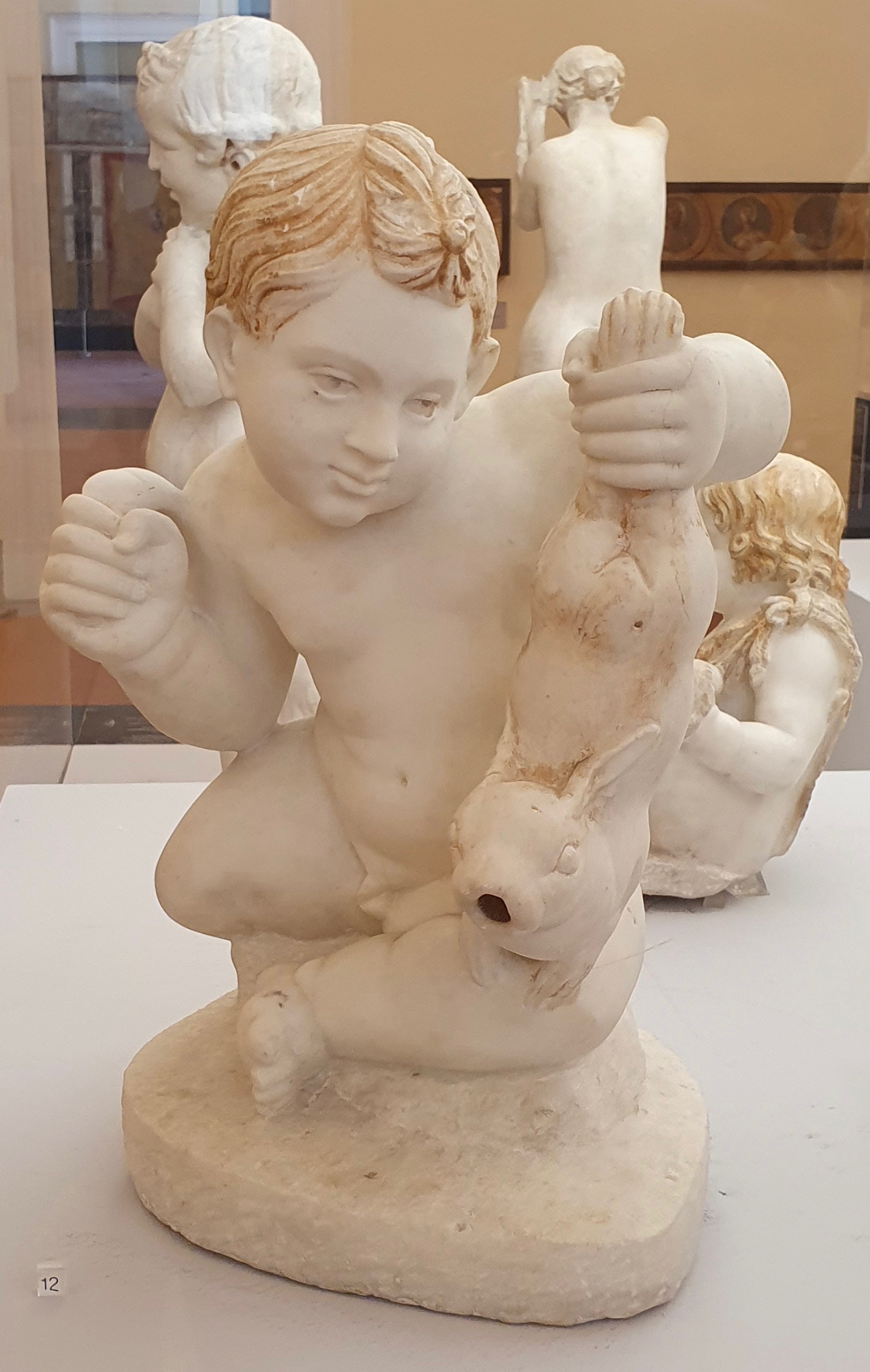
Kind spielt mit Hasen, Statuette aus dem Garten

Die Casa del Camillo (Haus des Camillus) ist ein kleines Haus in Pompeji (VII.12.23-25), das 1863 ausgegraben wurde. Das Wohnhaus wurde nach dem Erdbeben von 62 n. Chr. in eine Werkstatt für die Verarbeitung von Wolle und eine Wäscherei umgewandelt.

## Beschreibung
Das eher kleine Haus wurde über die Fauces betreten, von denen man in das Atrium gelangt. Auf der linken Seite befindet sich das mit Mosaiken ausgelegte Triklinium, das in der letzten Phase des Hauses zu einem Platz zum Wäschetrocknen umfunktioniert wurde. Im hinteren Teil des Hauses befindet sich ein Garten mit drei Nischen in der Rückwand. Im Garten fanden sich zahlreiche Statuetten, die sich heute im Archäologischen Nationalmuseum Neapel befinden. Dazu gehören die Statue einer Antilope, die von einem Hund angegriffen wird, ein junger Satyr spielt mit einer Kröte, ein Junge hält einen Hasen, ein Strauß. Eine größere Bronzestatue stellt Mercurius dar. Fünf bronzene Wasserausgüsse fanden sich in einem Raum neben dem Garten und sollten wohl in späterer Zeit verwendet werden.
Diverse Räume im Haus waren mit Malereien im 4. Stil ausgestattet. Einige Wände hatten einzelne Wandbilder als zentrales Motiv. Dazu gehören das Urteil des Paris sowie Apollon und Daphne. Lawrence Richardson Jr. schreibt das letztere Bild dem Adone-Ferto-Maler zu.

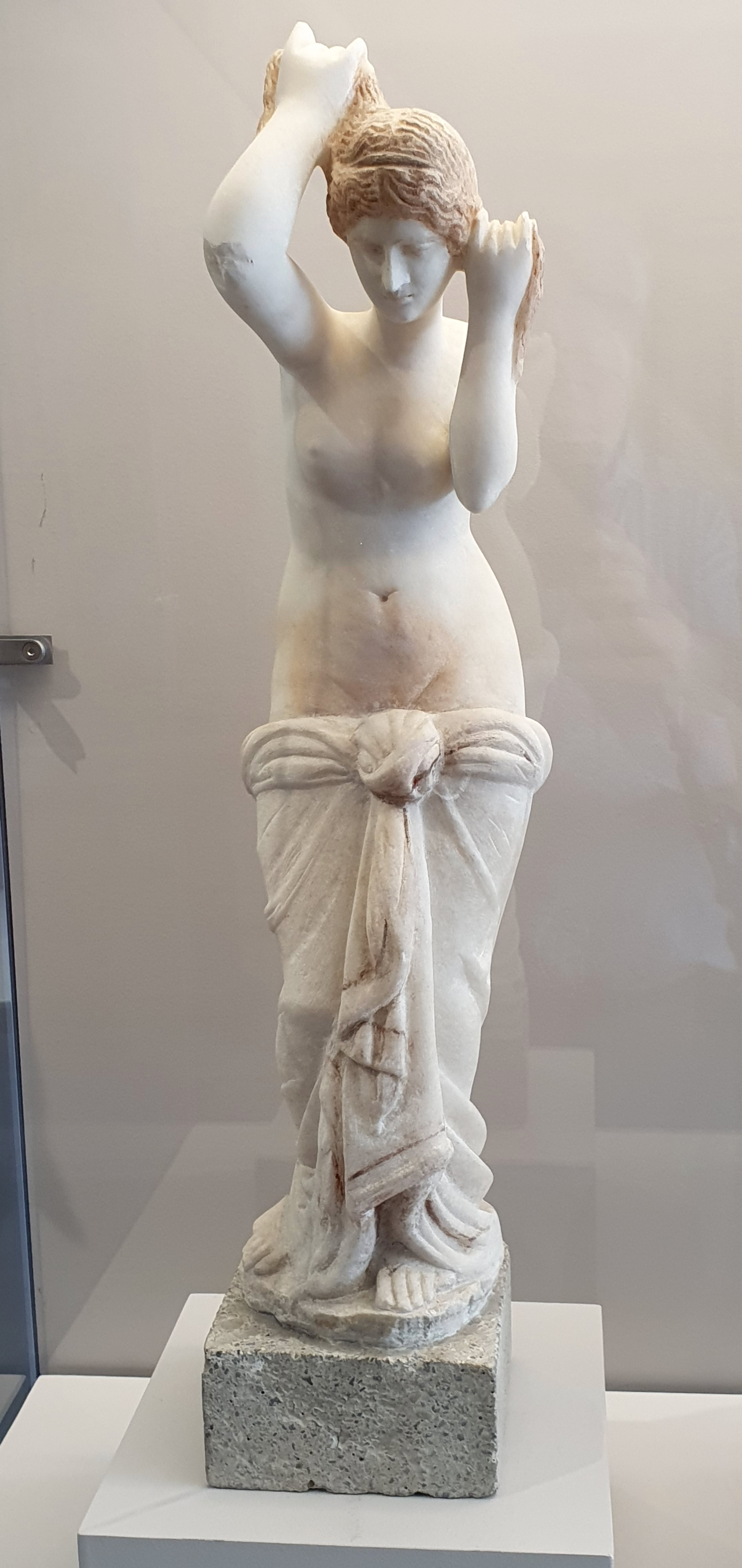
Venus
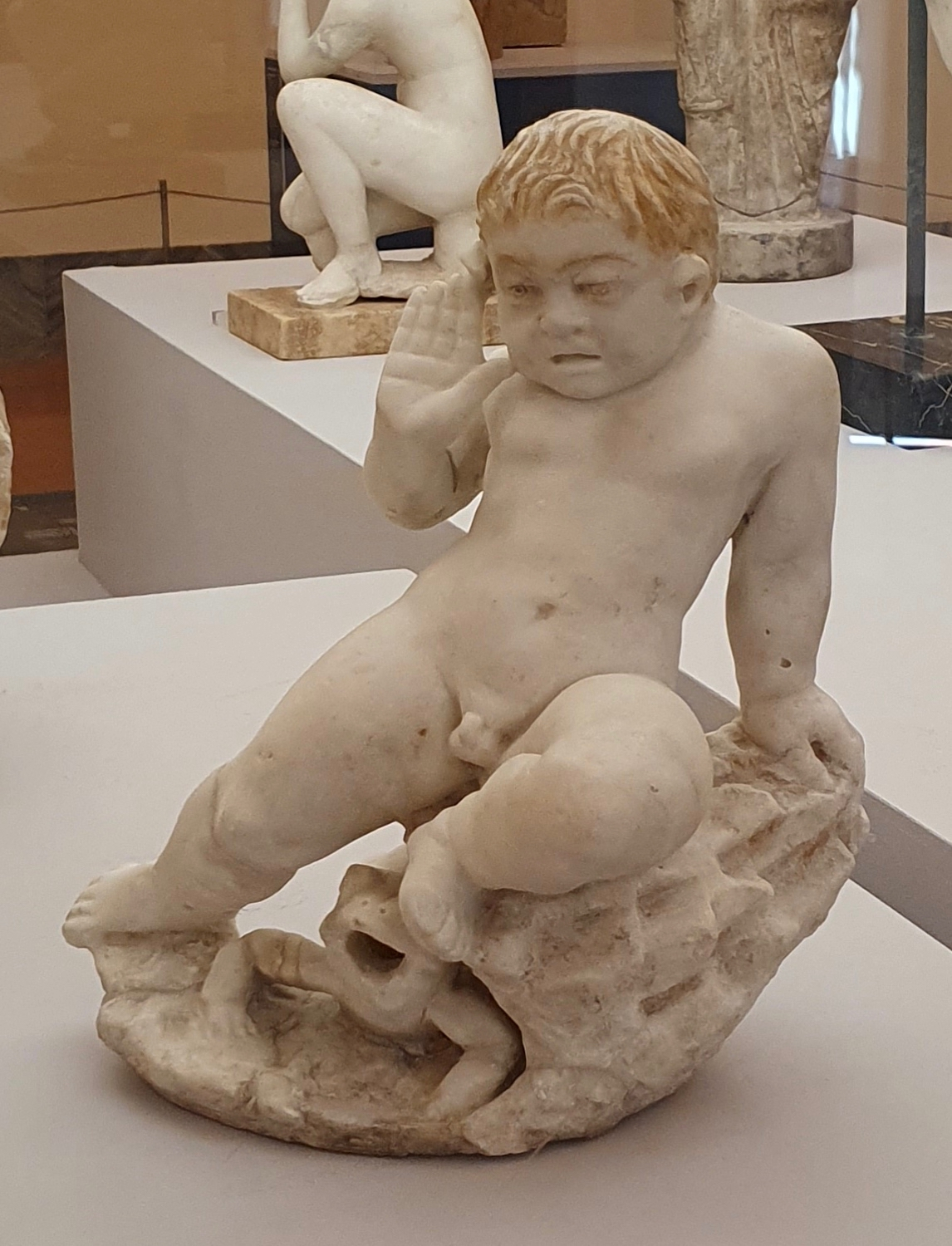
Junger Satyr und Kröte